# Брестский областной исполнительный комитет
Брестский областной исполнительный комитет (бел. Брэсцкі абласны выканаўчы камітэт, сокр. Брестский облисполком) — исполнительный и распорядительный орган на территории Брестской области и осуществляет свои полномочия в соответствии с Конституцией Республики Беларусь, Законом Республики Беларусь от 4 января 2010 г. № 108-З «О местном управлении и самоуправлении в Республике Беларусь» и иными актами законодательства.
Вышестоящим органом является Совет Министров Республики Беларусь.
Председатель областного исполнительного комитета — высшее должностное лицо области. Председатель назначается на эту должность Президентом Республики Беларусь.

## Задачи исполкома
В соответствии с Регламентом областного исполнительного комитета Брестской области, Брестский областной исполнительный комитет:
- строит взаимоотношения с государственными органами и иными государственными организациями, непосредственно не подчиненными облисполкому, в порядке, определенном настоящим Регламентом и иными актами законодательства Республики Беларусь;
- по предложению председателя, первого заместителя председателя, заместителей председателя, управляющего делами облисполкома вопросы, поднятые в указанных обращениях, могут быть внесены в установленном порядке на рассмотрение в облисполком.

Облисполком в своей деятельности подотчетен и подконтролен Президенту Республики Беларусь, Совету Министров Республики Беларусь по вопросам, входящим в компетенцию Совета Министров Республики Беларусь, подотчетен Брестскому областному Совету депутатов по вопросам, отнесенным к компетенции областного Совета депутатов.
Облисполком рассматривает вопросы, отнесенные к его компетенции, а также входящие в компетенцию областного Совета депутатов в пределах полномочий, предоставленных или делегированных облисполкому областным Советом депутатов.
Сельские, поселковые, городские (городов районного подчинения) исполнительные комитеты, организации, независимо от формы собственности и подчиненности, вносят вопросы в облисполком через соответствующие горрайисполкомы, за исключением жалоб и предложений по работе вышестоящих органов власти или при наличии принципиальных разногласий по механизму решения региональных вопросов.

## Руководство
- Пархомчик Пётр Александрович — председатель Брестского областного исполнительного комитета
- Городецкий Дмитрий Николаевич — первый заместитель председателя облисполкома
- Ольшевский Вадим Иванович — заместитель председателя облисполкома
- Баценко Михаил Леонидович — заместитель председателя облисполкома
- Кравчук Вадим Васильевич — заместитель председателя облисполкома
- Власик Дмитрий Леонидович — управляющий делами облисполкома

## Председатель
Председатель Брестского облисполкома — высшая служебная должность в Брестской области, возглавляет областной исполнительный комитет. В обязанности председателя входит руководство деятельностью облисполкома. Взаимодействует с Администрацией Президента Республики Беларусь и Советом Министров, областным Советом депутатов. Координирует деятельность городских, районных исполкомов и местных администраций в области.

### Список
1. Бурский Виктор Иванович (28 февраля 1987 г. — 9 декабря 1994 г.)
2. Заломай Владимир Александрович (9 декабря 1994 г. — 13 марта 2000 г.)
3. Долголев Василий Борисович (13 марта 2000 г. — 9 марта 2004 г.)
4. Сумар Константин Андреевич (9 марта 2004 г. — 27 декабря 2014 г.)
5. Лис Анатолий Васильевич (27 декабря 2014 г. — 26 января 2021 г.)
6. Шулейко Юрий Витольдович (26 января 2021 г. — 27 июня 2024 г.)
7. Пархомчик Пётр Александрович (12 августа 2024 г. — н. в.)